# Gran Premio di Germania 1985
Il Gran Premio di Germania 1985 è stata la nona prova della stagione 1985 del Campionato mondiale di Formula 1. Si è corsa domenica 4 agosto 1985 sul Nürburgring. La gara è stata vinta dall'italiano Michele Alboreto su Ferrari. Ha preceduto sul traguardo i francesi Alain Prost su McLaren-TAG Porsche e Jacques Laffite su Ligier-Renault.

## Vigilia

### Sviluppi futuri
La Renault, intenzionata a trovare un acquirente per la propria scuderia, su consiglio di Jackie Stewart, cercò l'appoggio di Mark H. McCormack, presidente della International Management Group. Questi propose di utilizzare la sua rete di agenti e di dirigenti d'azienda, in cambio di una commissione, in caso di vendita. La proposta venne rigettata dalla casa francese. McCormack, allora, ipotizzò di trovare qualche sponsor complementare, con l'aiuto di Stewart, sempre che la casa finanziasse i materiali della scuderia, per almeno 10 milioni di dollari statunitensi.
La difficile situazione alla Renault metteva in crisi anche le scuderie che si appoggiavano a lei, per la fornitura dei motori. Ligier, Lotus e Tyrrell non erano disposte a versare 25 milioni di franchi francesi per assicurarsi una fornitura per il 1986, a un prezzo doppio di quanto versato nel 1985. La Ligier, che si trovava già in trattativa con altri motoristi, ipotizzò di limitare il suo impegno sportivo a una sola vettura, per la stagione seguente.
Il presidente della FISA Jean-Marie Balestre incontrò i principali team manager, per discutere delle modifiche regolamentari da introdurre al fine di ridurre i costi di gestione e le potenze dei motori, considerate fuori controllo. Questa posizione, però, non era condivisa dai motoristi. La Ferrari si schierò contro il cambio di regolamenti, affermando di come andasse, invece, migliorata la sicurezza dei tracciati.

### Aspetti tecnici

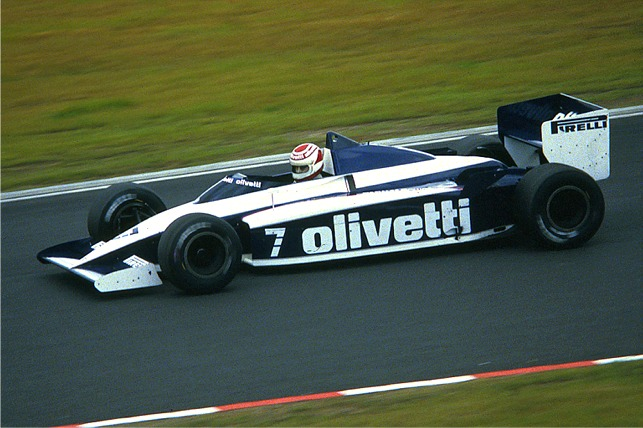
La Brabham portò per la gara in Germania diverse novità tecniche al fine di migliorare le prestazioni della BT54.

Il fine settimana tedesco non portò importanti novità tecniche, per quanto riguardava lo sviluppo delle monoposto. La Brabham fu l'unica squadra a introdurre diverse innovazioni sulle proprie vetture, apportando modifiche alla carrozzeria della BT54: venne infatti montato un nuovo cofano motore, con lo scopo di migliorare l'aerodinamica, e un nuovo alettone posteriore, simile a quello utilizzato dalla Williams. Quest'ultima disponeva du una nuova frizione, per meglio assistere la potenza del motore. La McLaren apportò invece sostanziali modifiche all'impianto frenante e a quello di raffreddamento, che si erano dimostrato poco efficace nelle gare precedenti. Sul motore TAG Porsche vennero risistemate le turbine KKK, in modo simmetrico.
Le altre squadre si limitarono ad introdurre alcune migliorie tecniche, volte a incrementare l'efficienza aerodinamica delle vetture: era il caso di squadre come Arrows, Ligier e Ferrari. Sulle monoposto di Lotus e Renault venne, invece, montata un'apposita apparecchiatura per monitorare i consumi di carburante. Sulla Lotus di Elio De Angelis fece la sua comparsa anche una radio. La Toleman disponeva di un nuovo sistema di elettronico per l'accensione. La Zakspeed decise di abbandonare la nuova iniezione elettronica, da poco introdotta.
L'Alfa Romeo fornì anche a Riccardo Patrese una 184, modello della stagione precedente, migliorato. La Tyrrell affidò la sua unica 014, a motore turbo Renault, a Stefan Bellof. Brundle dovette accontentarsi di una 012, a motore Ford Cosworth DFY.

### Aspetti sportivi
Il Nürburgring tornava a ospitare il Gran Premio di Germania, dopo che, a seguito del grave incidente di Niki Lauda, dell'edizione del 1976, il mondiale si era spostato sull'Hockenheimring. Abbandonata la Nordschleife la Formula 1 si era già ripresentata sul tracciato renano nel 1984, con un'edizione del Gran Premio d'Europa.
Durante il fine settimana, venne ufficializzato il passaggio di Piercarlo Ghinzani alla Toleman, a partire dal Gran Premio d'Austria. Ghinzani, che aveva iniziato la stagione con l'Osella, era stato sostituito da Huub Rothengatter, in grado di apportare un budget sufficiente per terminare la stagione. Pochi giorni dopo il licenziamento, svolse dei test a Zandvoort con la squadra inglese, ottenendo tempi molto simili a quelli di Teo Fabi e venendo messo sotto contratto fino a fine stagione.
Per la gara tedesca, la Renault schierò una terza vettura, una vecchia RE60, guidata da François Hesnault, che in stagione aveva già partecipato alle prime gare, con la Brabham. Sulla monoposto del pilota francese era stata installata una telecamera, per riprendere le fasi di prova e di gara, direttamente dalla pista. Hesnault, preferito a Philippe Streiff e Alain Ferté, aveva versato 800.000 franchi francesi alla casa transalpina. Il sistema, ideato dalla Thomson, e finanziato dalla Elf, prevedeva una telecamera fissata vicino al bocchettone del carburante, un transpoder fissato sulla vettura assieme a una piccola antenna. Le immagini venivano poi reinviate al centro televisivo, da un elicottero guidato da Henri Pescarolo, ex pilota di Formula 1.
In tale occasione si derogò al numero massimo di vetture ammesse alla fase di gara, consentendo a tutti i 27 partecipanti di gareggiare la domenica, quando il limite era di 26 monoposto. Fu l'ultimo caso nella storia della F1 in cui una squadra schierò più di due monoposto.

## Prove libere

### Risultati
Nella giornata di venerdì, si ebbe la seguente situazione:
| Pos | Nº | Pilota       | Costruttore         | Tempo    | Gap    | Giri |
| --- | -- | ------------ | ------------------- | -------- | ------ | ---- |
| 1   | 19 | Teo Fabi     | Toleman-Hart        | 1'20"317 |        |      |
| 2   | 1  | Niki Lauda   | McLaren-TAG Porsche | 1'20"459 | +0"142 |      |
| 3   | 12 | Ayrton Senna | Lotus-Renault       | 1'20"548 | +0"231 |      |

Nella giornata di sabato, si ebbe la seguente situazione:
| Pos | Nº | Pilota          | Costruttore         | Tempo    | Gap    | Giri |
| --- | -- | --------------- | ------------------- | -------- | ------ | ---- |
| 1   | 26 | Jacques Laffite | Ligier-Renault      | 1'21"204 |        |      |
| 2   | 12 | Ayrton Senna    | Lotus-Renault       | 1'21"266 | +0"062 |      |
| 3   | 2  | Alain Prost     | McLaren-TAG Porsche | 1'21"431 | +0"227 |      |

## Qualifiche

### Resoconto

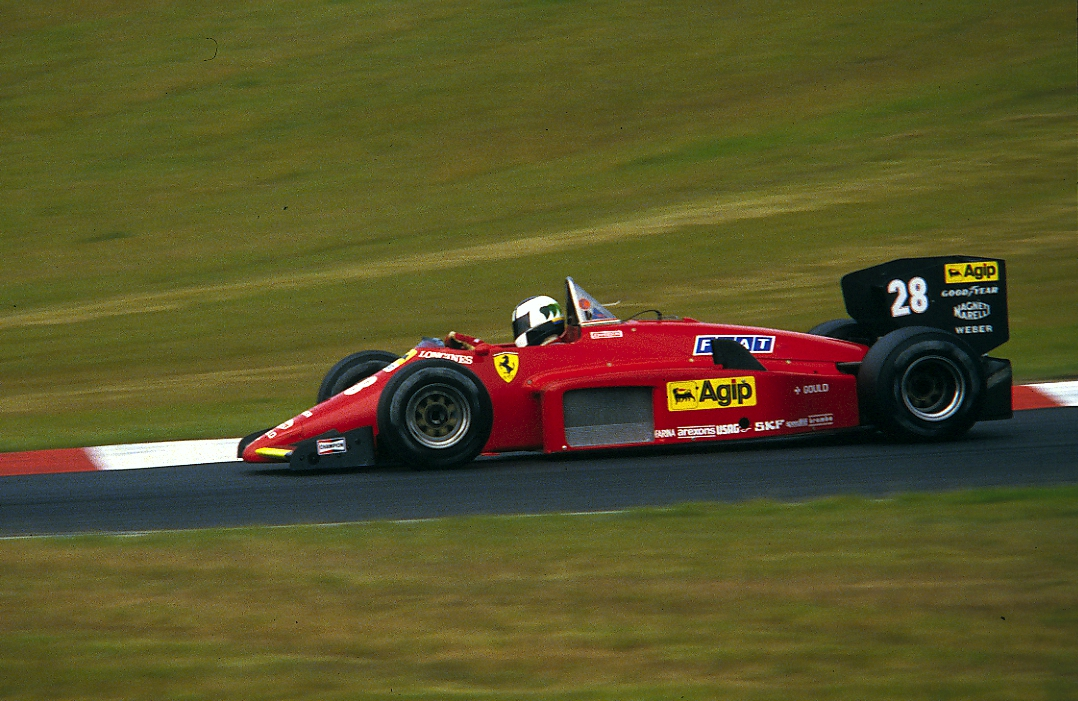
Stefan Johansson ottenne in Germania il suo miglior risultato in qualifica, piazzando la sua Ferrari al secondo posto

La sessione di qualifica del venerdì vide prevalere l'italiano Teo Fabi, che con il tempo di 1'17"429 portò la sua Toleman in vetta alla classifica dei tempi, risultando più veloce di oltre un secondo del ferrarista Stefan Johansson. Il pilota milanese riuscì a sfruttare al meglio le gomme Pirelli, che ben si adattarono alle basse temperature della pista. Fabi abbatté il vecchio record del tracciato (1'18"871), viaggiando a oltre 211 km/h di media.
Johansson, dal canto suo, ottenne la seconda posizione solo nei minuti finali della sessione dopo aver modificato l'assetto della propria monoposto, che venne abbassato nella parte anteriore. Terzo fu Alain Prost, che a causa di problemi di affidabilità avuti dalla sua McLaren durante la mattinata, perse gran parte delle qualifiche a cercare la corretta regolazione della vettura. Il francese precedeva Keke Rosberg (le Williams che senza test nelle settimane precedenti avevano cercato l'assetto nelle prove) e Ayrton Senna (sulla vettura del brasiliano i meccanici lavorarono a lungo per un problema alla pompa della benzina). Deludenti invece le prestazioni di Nelson Piquet, che non andò oltre il sesto posto a causa di un problema con l'acceleratore, e di Michele Alboreto, solo ottavo, che pagò una strategia affrettata nell'utilizzo degli pneumatici da qualifica. Chiudevano i primi dieci Riccardo Patrese e Nigel Mansell. Mansell e Alboreto furono i piloti capaci di raggiungere la velocità di punta più alta sul rettilineo principale, 253,343 km/h, anche se la Ferrari del milanese venne stimata a 291 km/h al momento del passaggio davanti ai box della scuderia di Maranello.
In grande difficoltà risultò la Renault, ormai in crisi di risultati, che non andò oltre il sedicesimo posto di Patrick Tambay; inoltre Derek Warwick, l'altro pilota della scuderia francese, uscì di pista a oltre 250 km/h. La sessione venne inoltre caratterizzata dal distacco di una componente di una sospensione posteriore dalla Minardi di Pierluigi Martini, ultima sullo schieramento, che seguiva a distanza di poche settimane un problema molto simile a quello avvenuto a Silverstone.
Le posizioni del venerdì rimasero tal quali il sabato, dato che la pioggia si abbatté sul circuito tedesco, pochi minuti prima dell'inizio della sessione, per terminare quasi al termine della stessa, e ciò impedì ai piloti di migliorare i propri tempi cronometrati.
Teo Fabi ottenne quindi la sua prima pole position nel mondiale; questa fu la prima partenza al palo anche per la Toleman (oltre che unica), nonché per la Brian Hart Ltd., tra i motoristi. Il milanese fu il sessantanovesimo pilota nella storia del mondiale a raggiungere questo traguardo. Fabi fu anche protagonista, al sabato, di una serie di testacoda, all'ultima curva, che portò la monoposto contro le barriere, danneggiandosi gravemente. Lo accompagnò, in prima fila, Johansson, alla sua miglior prestazione in prova della carriera. Martini, dopo l'incidente del venerdì, riuscì a girare e a qualificarsi.

### Risultati
I risultati delle qualifiche furono i seguenti:
| Pos | Nº | Pilota             | Costruttore            | Tempo    | Griglia |
| --- | -- | ------------------ | ---------------------- | -------- | ------- |
| 1   | 19 | Teo Fabi           | Toleman-Hart           | 1'17"429 | 1       |
| 2   | 28 | Stefan Johansson   | Ferrari                | 1'18"616 | 2       |
| 3   | 2  | Alain Prost        | McLaren-TAG Porsche    | 1'18"725 | 3       |
| 4   | 6  | Keke Rosberg       | Williams-Honda         | 1'18"781 | 4       |
| 5   | 12 | Ayrton Senna       | Lotus-Renault          | 1'18"792 | 5       |
| 6   | 7  | Nelson Piquet      | Brabham-BMW            | 1'18"802 | 6       |
| 7   | 11 | Elio De Angelis    | Lotus-Renault          | 1'19"120 | 7       |
| 8   | 27 | Michele Alboreto   | Ferrari                | 1'19"194 | 8       |
| 9   | 22 | Riccardo Patrese   | Alfa Romeo             | 1'19"338 | 9       |
| 10  | 5  | Nigel Mansell      | Williams-Honda         | 1'19"475 | 10      |
| 11  | 8  | Marc Surer         | Brabham-BMW            | 1'19"558 | 11      |
| 12  | 1  | Niki Lauda         | McLaren-TAG Porsche    | 1'19"652 | 12      |
| 13  | 26 | Jacques Laffite    | Ligier-Renault         | 1'19"656 | 13      |
| 14  | 25 | Andrea De Cesaris  | Ligier-Renault         | 1'19"738 | 14      |
| 15  | 18 | Thierry Boutsen    | Arrows-BMW             | 1'19"781 | 15      |
| 16  | 15 | Patrick Tambay     | Renault                | 1'19"917 | 16      |
| 17  | 17 | Gerhard Berger     | Arrows-BMW             | 1'20"666 | 17      |
| 18  | 23 | Eddie Cheever      | Alfa Romeo             | 1'21"074 | 18      |
| 19  | 3  | Stefan Bellof      | Tyrrell-Renault        | 1'21"219 | 19      |
| 20  | 16 | Derek Warwick      | Renault                | 1'21"237 | 20      |
| 21  | 10 | Philippe Alliot    | RAM-Hart               | 1'22"017 | 21      |
| 22  | 9  | Manfred Winkelhock | RAM-Hart               | 1'22"607 | 22      |
| 23  | 14 | François Hesnault  | Renault                | 1'23"161 | 23      |
| 24  | 30 | Jonathan Palmer    | Zakspeed               | 1'24"217 | 24      |
| 25  | 24 | Huub Rothengatter  | Osella-Alfa Romeo      | 1'26"478 | 25      |
| 26  | 4  | Martin Brundle     | Tyrrell-Ford Cosworth  | 1'27"621 | 26      |
| 27  | 29 | Pierluigi Martini  | Minardi-Motori Moderni | 1'40"506 | 27      |

## Gara

### Resoconto

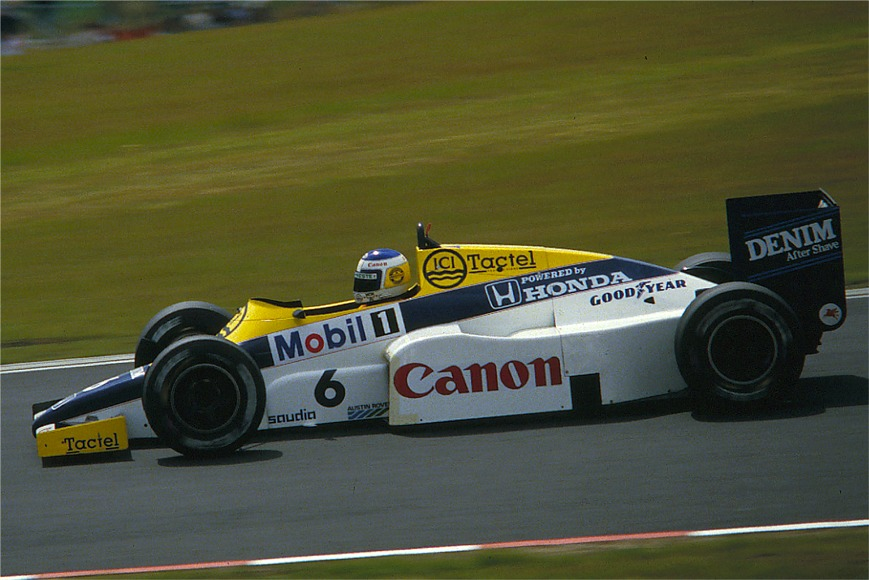
Keke Rosberg, protagonista delle prime fasi della gara, guida la sua Williams durante il Gran Premio di Germania.

A causa dell'incidente del sabato, Teo Fabi fu costretto a utilizzare il muletto per la gara.
Al via, Fabi scattò lentamente dalla pole position, venendo sfilato da varie vetture. Già durante il giro di ricognizione l'italiano aveva lamentato alcuni problemi al motore, che ne avrebbero poi influenzato l'intera prestazione. Stefan Johansson si trovò, brevemente al comando, prima che Ayrton Senna e Keke Rosberg si trovassero davanti, già alla prima curva. Alla prima frenata Michele Alboreto ebbe un contatto, proprio con il compagno di squadra Stefan Johansson, che danneggiò lo pneumatico posteriore destro dello svedese; Johansson dovette rientrare ai box, vedendo la sua corsa già compromessa.
Dopo poche curve, poco prima della chicane, Rosberg prese la testa della gara, seguito da Senna, Alboreto, Elio De Angelis, Alain Prost e Nelson Piquet. Nelle retrovie, invece, Andrea De Cesaris veniva costretto al ritiro dopo essere stato toccato dal compagno Jacques Laffite. Al terzo giro Nigel Mansell entrò nella zona dei punti, passando Piquet.
Nei primi giri Rosberg e Senna staccarono leggermente il resto del gruppo.  Al decimo giro il duo di testa era riuscito a portare a oltre sette secondi il vantaggio nei confronti un terzetto di piloti, formato da Alboreto, De Angelis e Prost, che erano in lotta, e molto vicini tra loro. Al nono giro, nel frattempo, era terminata la gara di François Hesnault, sulla cui vettura era stata montata una telecamera.

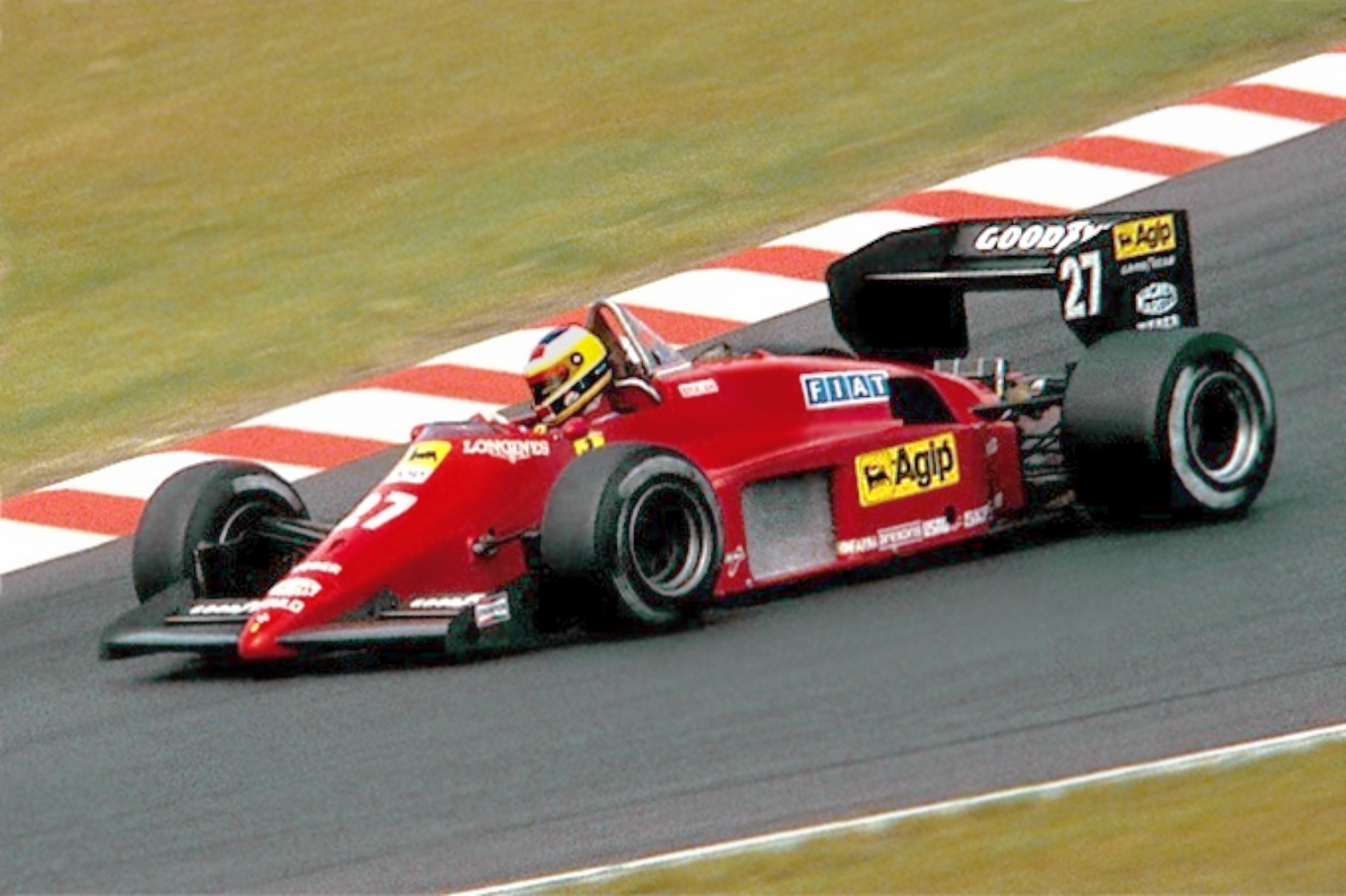
Michele Alboreto, impegnato durante la corsa, ottenne al Nürburgring la sua quinta vittoria in carriera.

Rosberg, a causa di un'errata scelta di gomme, cominciò a soffrire di un'usura maggiore, rispetto agli avversari, sugli pneumatici posteriori e, al sedicesimo giro, venne sopravanzato, da Senna, alla Dunlop. Un altro pilota che scontava dei problemi era Prost che, a causa di un motore non performante (dovuto alla rottura di una tubazione tra il turbo e uno scambiatore), era costretto a moderare il suo ritmo.
Al ventiquattresimo giro Piquet fermò la sua Brabham davanti ai box, col motore fumante. Sulla vettura si verificò anche un principio d'incendio, che lo stesso pilota brasiliano contribuì a spegnere.
Le posizioni di testa rimasero inalterate fino al ventisettesimo giro, quando Senna venne costretto al ritiro, per un problema a un giunto della trasmissione. Ciò permise a Rosberg di riprendere la vetta della gara, con un margine di 4 secondi sugli inseguitori. Due giri dopo si ritirò anche Fabi. Niki Lauda entrò nella zona dei punti ma, pochi giri dopo, fu costretto a una sosta ai box per sistemare uno pneumatico che sembrava non bene fissato.
Al trentanovesimo passaggio fu il turno di Laffite di entrare nei punti, avendo passato, dopo lungo duello, Thierry Boutsen. Due giri dopo terminò la gara per De Angelis, anche lui col motore fuori uso.
Il vantaggio di Rosberg, in difficoltà nella gestione degli pneumatici, nei confronti di Alboreto e Prost si riduceva di giro in giro. Al quarantacinquesimo giro Alboreto, pressato da Prost, attaccò, senza successo, Rosberg. Anche Prost tentò, senza riuscire, di sfruttare la situazione, per prendere la posizione al pilota milanese. Un errore di Rosberg permise ad Alboreto di avvicinarsi tanto che, all'ultima curva della pista, il ferrarista prese il comando della gara. La manovra di Alboreto costrinse Rosberg a girare largo, e ciò dette via libera anche a Prost. Il finlandese, già in pochi giri, si trovò a oltre 9 secondi da Alboreto.
Boutsen, sesto, si fermò, al cinquantaquattresimo giro, per il cambio delle gomme, rientrando in gara nono. Tre giri dopo dovette passare ai box, per un cambio degli pneumatici anche Rosberg, che aveva anche problemi all'impianto frenante. Il pilota della Williams ripartì quinto. Laffite si ritrovò, così, in terza posizione, dopo aver effettuato un sorpasso su Mansell.
La lotta tra i due alfieri di Ferrari e McLaren si risolse al cinquantottesimo giro, quando Prost andò in testacoda, probabilmente a causa di una resa dei freni ormai non più ottimale, dopo aver tentato un sorpasso su Alboreto. Nello stesso giro proseguì la lotta per il podio tra Mansell e Laffite, col britannico ancora capace di riprendere la posizione. I due si scambiarono la posizione nei due giri seguenti: prima il pilota della Ligier tornò terzo, passando Mansell sulla linea dei box, poi fu Mansell che si riprese la posizione.
Alboreto ampliò rapidamente il vantaggio su Prost che, già al sessantunesimo giro, era oltre i 20 secondi. Lauda, doppiato da Alboreto, sfruttò il doppiaggio di quest'ultimo sul compagno di scuderia Johansson, per superare lo svedese, e prendere la sesta posizione. Lo svedese era penalizzato da un problema ai freni, che lo costrinse a cedere la settima posizione a Gerhard Berger.
La lotta fra Mansell e Laffite per l'ultimo gradino del podio si risolse a favore di quest'ultimo, grazie anche alla perdita di potenza del motore della Williams di Mansell.
Mansell, che aveva anche l'impianto frenante ormai compromesso, negli ultimi giri cedette anche a Thierry Boutsen e Niki Lauda, concludendo sesto.
Alboreto conquistò quindi la sua quinta, e ultima, vittoria in carriera nel mondiale di Formula 1, rafforzando la sua leadership in campionato e riportando a cinque le lunghezze di vantaggio su Prost, secondo. Quella di Alboreto rappresenta anche l'ultima vittoria nel mondiale di Formula 1 di un pilota italiano su una Ferrari e su una vettura italiana in generale.

### Risultati
I risultati del gran premio furono i seguenti:
| Pos | Nº | Pilota             | Costruttore            | Giri | Tempo/Ritiro                   | Griglia | Punti |
| --- | -- | ------------------ | ---------------------- | ---- | ------------------------------ | ------- | ----- |
| 1   | 27 | Michele Alboreto   | Ferrari                | 67   | 1h35'31"337                    | 8       | 9     |
| 2   | 2  | Alain Prost        | McLaren-TAG Porsche    | 67   | + 11"661                       | 3       | 6     |
| 3   | 26 | Jacques Laffite    | Ligier-Renault         | 67   | + 51"154                       | 13      | 4     |
| 4   | 18 | Thierry Boutsen    | Arrows-BMW             | 67   | + 55"279                       | 15      | 3     |
| 5   | 1  | Niki Lauda         | McLaren-TAG Porsche    | 67   | + 1'13"972                     | 12      | 2     |
| 6   | 5  | Nigel Mansell      | Williams-Honda         | 67   | + 1'16"820                     | 10      | 1     |
| 7   | 17 | Gerhard Berger     | Arrows-BMW             | 66   | + 1 giro                       | 17      |       |
| 8   | 3  | Stefan Bellof      | Tyrrell-Renault        | 66   | + 1 giro                       | 19      |       |
| 9   | 28 | Stefan Johansson   | Ferrari                | 66   | + 1 giro                       | 2       |       |
| 10  | 4  | Martin Brundle     | Tyrrell-Ford Cosworth  | 63   | + 4 giri                       | 26      |       |
| 11  | 29 | Pierluigi Martini  | Minardi-Motori Moderni | 62   | Motore                         | 27      |       |
| 12  | 6  | Keke Rosberg       | Williams-Honda         | 61   | Freni                          | 4       |       |
| Rit | 23 | Eddie Cheever      | Alfa Romeo             | 45   | Problemi al turbo              | 18      |       |
| Rit | 11 | Elio De Angelis    | Lotus-Renault          | 40   | Motore                         | 7       |       |
| Rit | 24 | Huub Rothengatter  | Osella-Alfa Romeo      | 32   | Cambio                         | 25      |       |
| Rit | 19 | Teo Fabi           | Toleman-Hart           | 29   | Acceleratore                   | 1       |       |
| Rit | 12 | Ayrton Senna       | Lotus-Renault          | 27   | Semiasse                       | 5       |       |
| Rit | 16 | Derek Warwick      | Renault                | 25   | Accensione                     | 20      |       |
| Rt  | 7  | Nelson Piquet      | Brabham-BMW            | 23   | Problemi al turbo              | 6       |       |
| Rit | 15 | Patrick Tambay     | Renault                | 19   | Testacoda                      | 16      |       |
| Rit | 8  | Marc Surer         | Brabham-BMW            | 15   | Motore                         | 11      |       |
| Rit | 9  | Manfred Winkelhock | RAM-Hart               | 8    | Motore                         | 22      |       |
| Rit | 22 | Riccardo Patrese   | Alfa Romeo             | 8    | Cambio                         | 9       |       |
| Rit | 14 | François Hesnault  | Renault                | 8    | Acceleratore                   | 23      |       |
| Rit | 10 | Philippe Alliot    | RAM-Hart               | 8    | Sistema di pressione dell'olio | 21      |       |
| Rit | 30 | Jonathan Palmer    | Zakspeed               | 7    | Problema all'alternatore       | 24      |       |
| Rit | 25 | Andrea De Cesaris  | Ligier-Renault         | 0    | Collisione                     | 14      |       |

## Dopo gara
Al termine del Gran Premio, Michele Alboreto si disse soddisfatto della vittoria ottenuta, in particolare per i progressi evidenziati dal motore della sua monoposto. Al contempo invitò a contenere l'entusiasmo date le molte gare ancora in calendario prima della fine del campionato e si scusò con il compagno di squadra Johansson per la collisione in partenza. Dal canto suo, Alain Prost, pur rammaricato dall'esito della gara, si disse fiducioso per il prosieguo della stagione, in particolare modo per il fatto che lo sviluppo della sua McLaren procedeva regolarmente.
Ben diverso il tenore delle dichiarazioni dei piloti Lotus, entrambi delusi e concordi nel ritenersi fuori dalla lotta per il titolo mondiale. Rosberg, al contrario, pur ammettendo l'errore nella scelta degli pneumatici, si dimostrò fiducioso per il finale di stagione dati i progressi della sua Williams.

## Classifiche Mondiali

### Piloti
| Pos. | Pilota            | Punti |
| ---- | ----------------- | ----- |
| 1    | Michele Alboreto  | 46    |
| 2    | Alain Prost       | 41    |
| 3    | Elio De Angelis   | 26    |
| 4    | Keke Rosberg      | 18    |
| 5    | Stefan Johansson  | 16    |
| 6    | Nelson Piquet     | 13    |
| 7    | Patrick Tambay    | 11    |
| 8    | Jacques Laffite   | 10    |
| 9    | Ayrton Senna      | 9     |
| 10   | Thierry Boutsen   | 9     |
| 11   | Nigel Mansell     | 6     |
| 12   | Niki Lauda        | 5     |
| 13   | Stefan Bellof     | 4     |
| 14   | Derek Warwick     | 4     |
| 15   | René Arnoux       | 3     |
| 16   | Andrea De Cesaris | 3     |
| 17   | Marc Surer        | 1     |

### Costruttori
| Pos | Team                  | Punti |
| --- | --------------------- | ----- |
| 1   | Ferrari               | 65    |
| 2   | McLaren-TAG Porsche   | 46    |
| 3   | Lotus-Renault         | 35    |
| 4   | Williams-Honda        | 24    |
| 5   | Renault               | 15    |
| 6   | Brabham-BMW           | 14    |
| 7   | Ligier-Renault        | 13    |
| 8   | Arrows-BMW            | 9     |
| 9   | Tyrrell-Ford Cosworth | 4     |